# Psoralea martinii
Psoralea martinii är en ärtväxtart som beskrevs av Ferdinand von Mueller. Psoralea martinii ingår i släktet Psoralea och familjen ärtväxter. Inga underarter finns listade i Catalogue of Life.